# Aglaophenia galatheae
Aglaophenia galatheae är en nässeldjursart som beskrevs av Paul Torben Lassenius Kramp 1956. Aglaophenia galatheae ingår i släktet Aglaophenia och familjen Aglaopheniidae. Inga underarter finns listade i Catalogue of Life.